# اندرو شولز
اندرو کامرون شولز (زاده ۳۰ اکتبر ۱۹۸۳) استندآپ کمدین، بازیگر و پادکستر آمریکایی است. حرفهٔ اصلی او استندآپ کمدی است اما او برای کارش در برنامه گای کد در ام تی وی و پادکست Flagrant (با ترجمه شنیع) به همراه آکاش سینگ، و پادکست احمق‌های باهوش نیز شناخته می‌شود. همچنین فیلم شولز آمریکا را نجات می‌دهد، در ۱۷ دسامبر ۲۰۲۰ نمایش داده شد.

## اوایل زندگی
شولز در ۳۰ اکتبر 1983 در شهر نیویورک در خانواده لری شولز و ساندرا کامرون متولد شد. مادرش مهاجری اسکاتلندی و بالرین حرفه ای بود. پدرش اهل نیویورک، خبرنگار و کهنه‌سرباز است و در خانواده ای اهل شیکاگو، ایلینویز به دنیا آمده و اصالتی آلمانی، ایرلندی دارد. والدین شولز به مدت سه دهه مالک مرکز رقص ساندرا کامرون در منهتن جنوبی بودند. او در ایست ویلیج در منهتن جنوبی بزرگ شد و در مدارس دولتی شهر نیویورک تحصیل کرد
شولز در دانشگاه کالیفرنیا، سانتا باربارا تحصیل کرد، و از آنجا با مدرک لیسانس در رشته روان‌شناسی فارغ‌التحصیل شد.

## حرفه

### استند آپ کمدی
شولز اجرای استندآپ را در دوران کالج در کالیفرنیا آغاز کرد و زمانی که در اواسط دهه ۲۰۰۰ به نیویورک بازگشت، کارش را ادامه داد. او نمایش‌های زیادی در Comedy Village داشت و در سال ۲۰۰۸ برای اولین بار در جشنواره کمدی ادینبورگ در ادینبورگ، اسکاتلند حضور داشت.
در سپتامبر ۲۰۱۷، شولز اولین کمدی خود را به نام ۴:۴:۱ در یوتیوب منتشر کرد. در ژوئن ۲۰۱۸، شولز اولین آلبوم کمدی خود، 5:5:1 را منتشر کرد که رتبه برتر را در نمودارهای آلبوم کمدی iTunes به دست آورد. این آلبوم در Apple Music، Google Play و Amazon در رتبه اول قرار گرفت. در ادامه همین آلبوم در هفته ۲۳ ژوئن ۲۰۱۸ در جدول آلبوم کمدی بیلبورد شماره یک شد در سال ۲۰۲۱، شولز یک جفت EP استریم، Views from the Cis و Brilliant Idiot منتشر کرد. در ۲۵ ژوئیه ۲۰۲۲، وی استندآپ دیگری را در کانال یوتیوب خود با عنوان "Infamous" (بدنام) منتشر کرد

### پادکست‌ها
شولز میزبان دو پادکست در شبکه Combat Jack است. شناخته شده‌ترین پادکست او The Brilliant Idiots با شخصیت همکارش در MTV2، شارلمین است.

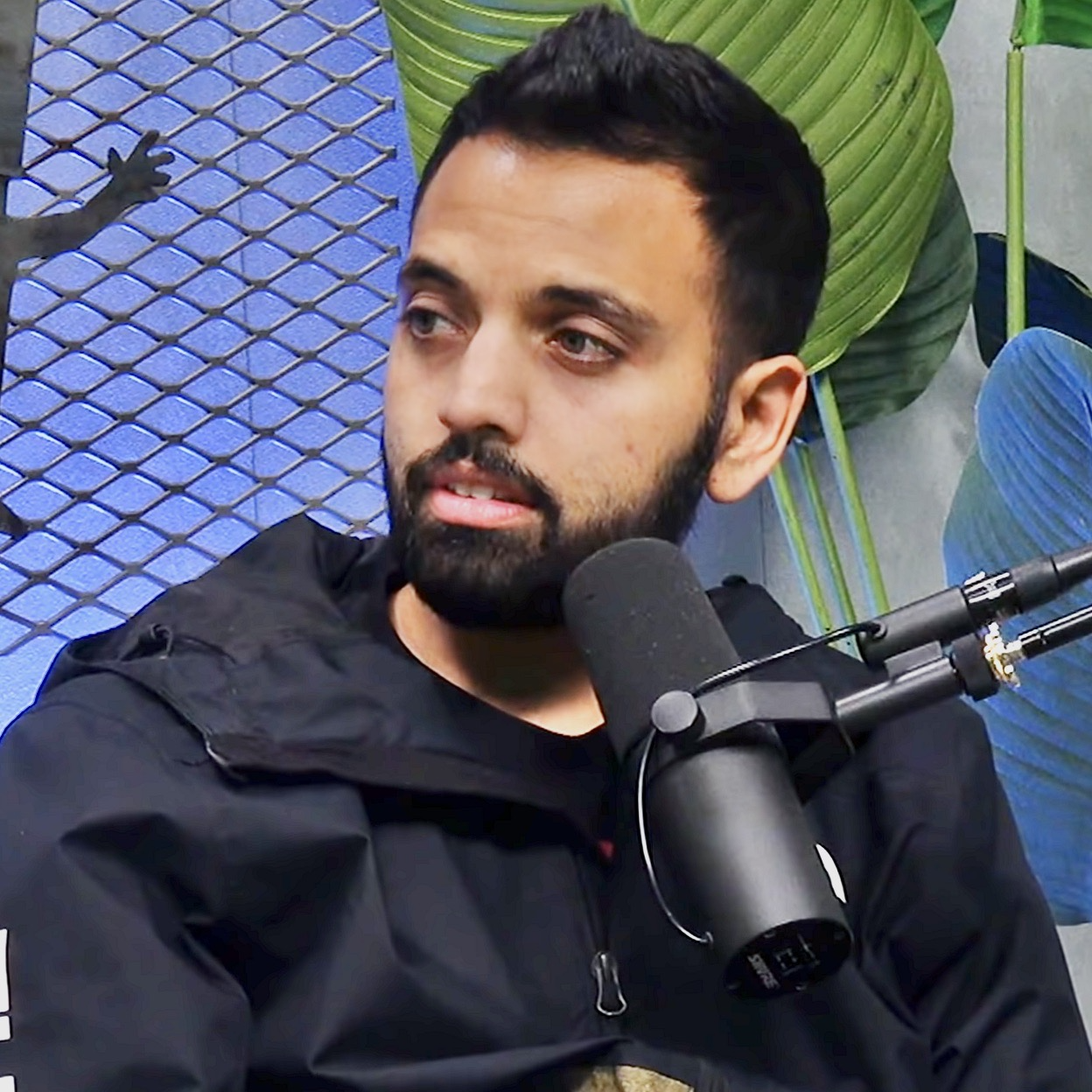
آکاش سینگ (تصویر) به همراه شولز میزبان پادکست Flagrant هستند.

شولز با دوستان استندآپ کمدینش آکاش سینگ، مارک گاگنون و تدوینگر ویدئو AlexxMedia میزبانی پادکست Flagrant (که قبلاً Flagrant 2 بود) را بر عهده دارد. از زمان شروع پادکست، سینگ یک پاترئون ایجاد کرده که میزبانان یک پادکست اضافی هر هفته پست می‌کنند.

## زندگی شخصی
در ۱۸ دسامبر ۲۰۲۱، شولز با اما ترنر در مونتسیتو، کالیفرنیا ازدواج کرد. همسر او در فوریه ۲۰۲۴ دختری به نام شیلو ژان شولز به دنیا آورد

## فیلم‌شناسی

### فیلم
| سال  | عنوان                          | نقش           | یادداشت        |
| ---- | ------------------------------ | ------------- | -------------- |
| ۲۰۱۰ | غریبه‌ها در برف                 | پسر           | کوتاه          |
| ۲۰۱۲ | حکم برانکس                     | کارلوس        | فیلم تلویزیونی |
| ۲۰۱۴ | مورد خاص امروز                 | پاتریس        | کوتاه          |
| ۲۰۱۵ | ویکتور                         | سال           |                |
| ۲۰۱۷ | مغز زنانه                      | و من          | [ ۱۹ ]         |
| ۲۰۱۸ | وقتی مشغول به کار شدید بنویسید | میچل مولن وگا | [ ۱۹ ]         |
| ۲۰۱۹ | ضیافت هفت ماهی                 | آنجلو         |                |
| ۲۰۲۳ | شما مردم                       | پسر عموی آوی  |                |
| ۲۰۲۳ | مردان سفید نمی‌توانند بپرند     | تی جی         |                |
| ۲۰۲۴ | آندرداگس                       | چیپ کالینز    | [ ۲۰ ]         |
| ۲۰۲۴ | ارتقا یافته                    | رونی          | [ ۲۱ ]         |